# Margarita de Ginebra
Margarita de Ginebra (ca.1180-1252), condesa de Saboya, cuyo nombre de pila era Beatriz Margarita, más conocida por su segundo nombre, era hija de Guillermo I, conde de Ginebra, y Beatriz de Faucigny (1160-1196).
Se suponía que se convertiría en la tercera esposa de Felipe II de Francia. Sin embargo, cuando su padre la escoltaba a Francia en mayo de 1195, Tomás I de Saboya la raptó. Atraído por su juventud y belleza, el conde Tomás se casó con ella, alegando que Felipe II ya estaba casado (el rey francés se había casado con Ingeborg de Dinamarca en 1193, pero la había repudiado poco después). El padre de Margarita enfermó y murió después de la boda, y su madre murió al año siguiente. Margarita fue madre de 14 hijos.

## Hijos
Los hijos de Margarita y Tomás I de Saboya fueron:
- Amadeo IV de Saboya (1197-1253)
- Helena de Saboya (d. 1230)
- Humberto (fall. 1223)
- Tomás, Conde de Piamonte (1199-1259)
- Isabel de Saboya (d. 1235)
- Aimone (fall. 1237), señor de Chablais
- Enrique (1205-1230), señor de Lyon
- Guillermo de Saboya, obispo de Valence y decano de Vienne
- Amadeo de Saboya, obispo de St Juan de Maurienne
- María de Saboya (fall. 1210)
- Magdalena de Saboya (fall. 1239), abadesa de la abadía de Hautecombe
- Pedro II de Saboya, conde de Richmond y más tarde un disputado conde de Saboya (1203-1268)
- Felipe I de Saboya, arzobispo de Lyon, (1207-85) más tarde Condado Palatino de Borgoña por matrimonio con Adelaida I de Borgoña y disputó el condado de Saboya en 1268.
- Bonifacio de Saboya, arzobispo de Canterbury (1217-1270)
- Beatriz de Saboya (1206 - 4 de enero de 1267), esposa de Ramón Berenguer V, Conde de Provenza. Se casó en 1219 y fue la madre de cuatro reinas consortes y abuela materna de Felipe III de Francia y Eduardo I de Inglaterra.
- Alasia de Saboya (fall. 1250), abadesa de San Pedro, Lyon
- Ágatha de Saboya (fall. 1245), abadesa de San Pedro, Lyon
- Margarita de Saboya (1202-1273), esposa de Hartmann I de Kyburg
- Avita de Saboya (1215-1292), esposa de Balduíno de Redvers, 7.º Conde de Devon y más tarde Barón de Aguillon (d. 1286)

Margarita fue antepasada de muchas casas reales, incluyendo los Valois y los Borbones. A su muerte, fue enterrada en la abadía de Hautecombe en la Saboya francesa.